# Geologie Alp
Výzkum geologie Alp, na kterém se podíleli geologové mnoha evropských zemí, významně ovlivnil celkový vývoj mnoha oborů geologie a Alpy jsou dodnes místem, kam míří mnozí odborníci, kteří se zdokonalují ve výzkumu orogenních pásem.

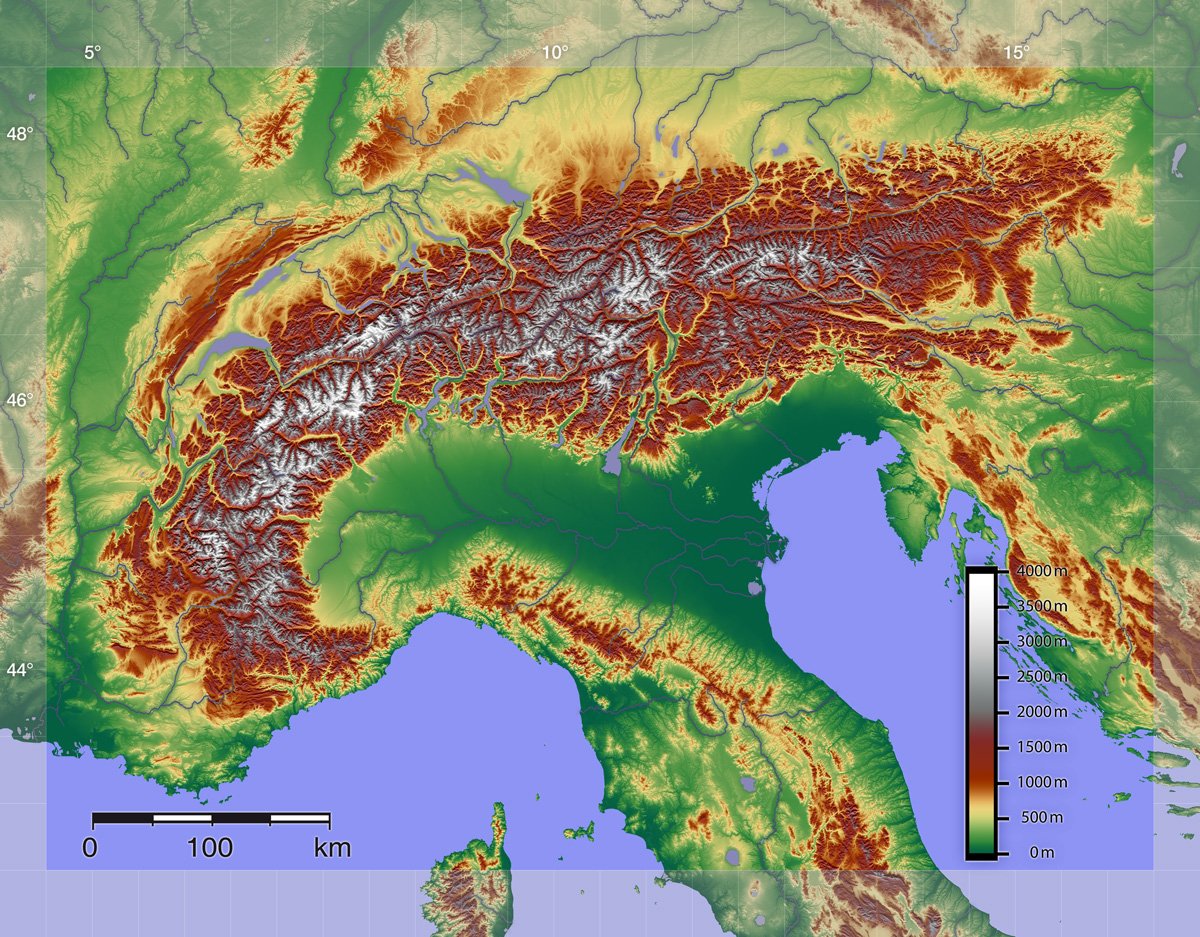
Digitální mapa reliéfu Alp

Alpy jsou nejvyšším pohořím na území Evropy. Rozkládají se v 1200 km dlouhém a mezi 150 a 250 kilometrů širokém oblouku, táhnoucím se od Ligurského moře do Panonské pánve. Jde o pásmové pohoří, které je součástí terciérního orogénu tvořícího součást alpsko-himálajské soustavy. Patří k její severní větvi, nazývané alpidy, která se táhne jižní a střední Evropou až do Asie. Tento řetězec hor vznikl během několika fází Alpinského vrásnění.
Alpy vznikly v důsledku srážky Apulské a Eurasijské tektonické desky, během které zanikla západní část původního oceánu Tethys. Velké mechanické napětí při jejich srážce působilo na horniny nacházející se na dně pánví oceánu Tethys a způsobilo jejich zvrásnění, kerné přesmyky, odlepení a násun na sever k předpolí, v podobě příkrovů. Předpolí Alp tvoří Evropská platforma a hercynsky konsolidovaná pohoří Massif Central, Vogézy, Schwarzwald a Český masiv. Největší horotvorné pohyby nastaly v křídě, oligocénu a miocénu. Při těchto horotvorných procesech byly do struktury Alp zavrásněny i mnohé starší celky, které dnes tvoří nejvyšší části pohoří.

## Geologické hranice Alp

Pozice Alp v rámci alpinské vrásově-příkrovové stavby

Alpy tvoří směrem na sever vypouklý (konvexní) oblouk kolem Pádské pánve. Kvartérní a neogénní sedimenty této pánve leží diskordantně na nejjižnějších částech alpského vějíře. Západní okraj Alp se nachází u Ženevy, na východě sahají až k Vídni. Severně od Alp leží jejich předpolí – alpská prohlubeň (tzv. „Molasová pánev“), okrajová pánev předpolí, ukloněná na jih a vyplněná nezvrásněnými molasovými sedimenty. Předpolí na severovýchodě navazuje na Bavorskou pánev. Na severozápadě prohlubeň odděluje pohoří Jura, které vzniklo tlakem Alp z jihu před asi 7 miliony let, koncem miocénu. Příčina odlišnosti severozápadní a východnější části prohlubně je dodnes předmětem diskusí. Za velmi pravděpodobné vysvětlení je považován vliv ze severu na jih se táhnoucího Rýnského příkopu severozápadně od Alp.
Alpy z jihozápadu navazují na Apeniny a obloukovitě se točí o skoro asi 90° a dále pokračují směrem na východ a severovýchod do Karpat. Na východě jsou Alpy odděleny od Západních Karpat soustavou pokleslých pánví tvořících Panonskou pánev (vídeňská a štýrská pánev), místem jejich styku na povrchu je Karnutská brána. Jižní Alpy přímo navazují na Dinárské hory.

## Geologická stavba Alp
Geologie Alp je poměrně složitá, ale základní princip vývoje je podobný jako u jiných pohoří spojených s kontinentální kolizí. Složitou stavbu Alp způsobila přítomnost ne jedné ale mnoha sutur. Zdánlivá důležitost periadriatické linie je způsobena až pozdějšími, třetihorními násunovými pohyby, které způsobily stlačení staršího křídového příkrovového systému.
Alpy lze rozčlenit na dvě části. Jednou je směrem na Evropu (sever) nasouvané pásmo. To vzniklo mezi křídou a neogénem násunem kontinentálních a oceánských oblastí na Evropskou plaformu a molasovou pánev. Druhou je na jih (směrem k Apulii) nasouvané neogenní vrásově-násunové pásmo tvořící Jižní Alpy..
Hlavní sutura (styčná plocha tektonických mikrodesek) má v Alpách různé názvy: periadriatická linie (Drávská jizva, či insubrická nebo gailská linie) a prochází Alpami od západu na východ. Je hranicí mezi tehdejší Evropskou a Apulskou deskou (označovanou též Adriatická) a významnou strukturní hranicí Alp. Periadriatická linie je však jen součást zlomového systému a navazuje na západě na giudicarskou a rhônsko-simplonskou linii. Oblast je kořenovou oblastí několika příkrovů, které z ní byly vytlačeny na sever (příkrovové jednotky různého původu se označují helvetikum, penninikum a austroalpinikum). Jižní Alpy, které leží jižně od periadriatické linie mají odlišnou geologickou stavbu. Nejsou přítomny příkrovy a horniny mají podobnou stavbu jako Dinaridy. Kvůli nasunutí helvétských, penninických a austroalpinských příkrovů na sever, mají Alpy dominantní severní vergenci (směrování vrás). V Jižních Alpách byl směr násunu opačný a tak je vergence vrás v této oblasti jižní. Alpy proto mají v průřezu tvar označovaný jako „asymetrický vějíř“. Rozdíl je i mezi západní a východní částí Alp. Zatímco v Západních Alpách převládají nižší příkrovy jako helvetikum a penninikum, ve Východních Alpách jsou dominantní vyšší příkrovy austroalpinika. Austroalpinikum a dinarikum leželo v druhohorách na okraji apulské desky, zatímco penninikum tvořilo samostatný element severně od nich a jižně od helvetika, které leželo na okraji Evropské desky.

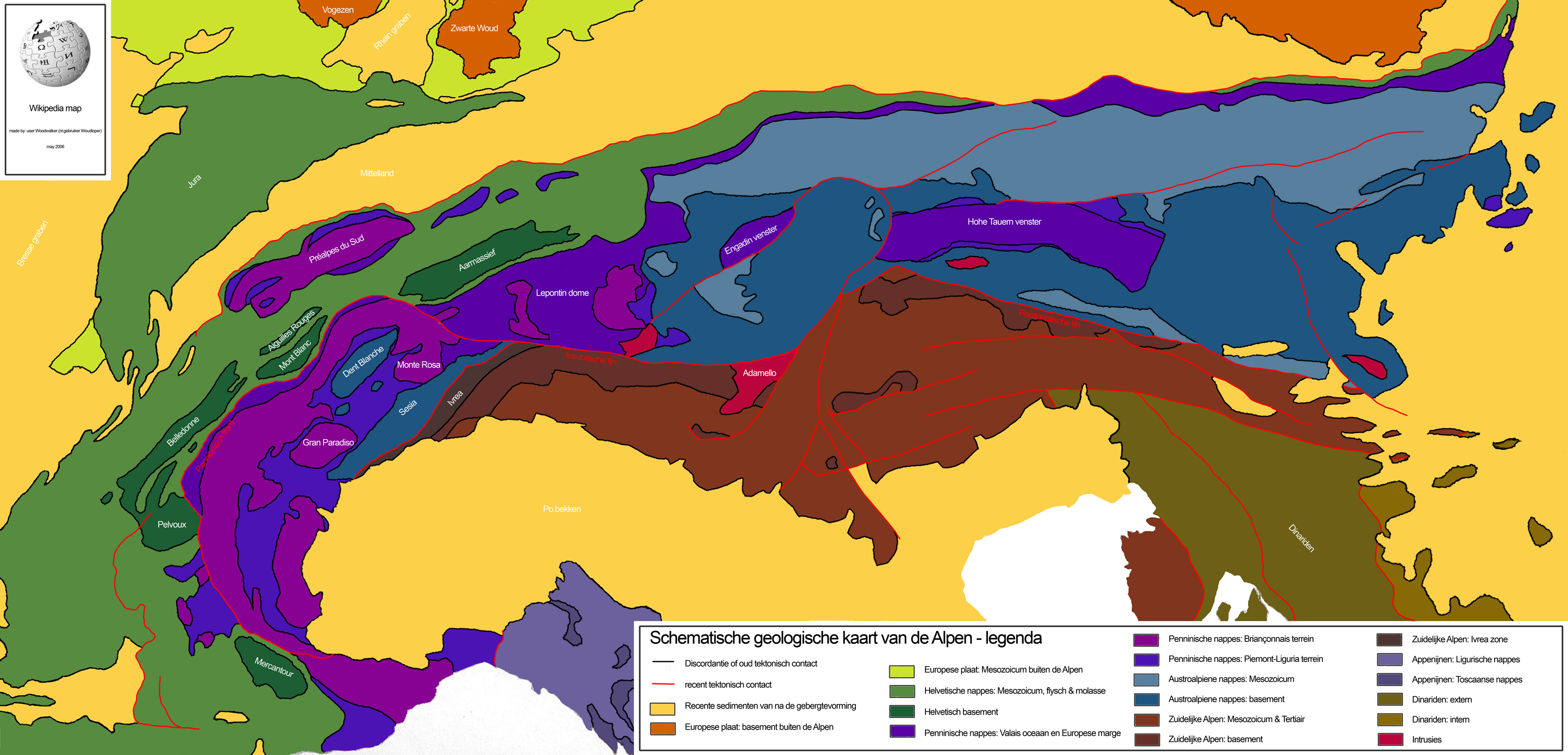
Schemattická geologická mapa Alp

### Jižní Alpy
Dinarikum se nachází jižně od periadriatické linie, geograficky tvoří Jižní Alpy. Tato oblast je zvrásněná a poznamenána několika násuny (tvoří tzv. „vrásovo-násunové pásmo“), příkrovy však nejsou přítomny, což je znakem odlišného původu. Tato stavba vznikla v miocénu.

### Severní Alpy
Členění alpských jednotek severně od periadriatické linie se do značné míry odvíjí od paleogeografického původu hornin.

#### Helvetikum
Helvétská zóna (Helvetikum) se nachází na vnější, severní straně Alp. Na povrchu převládá zvláště v Západních Alpách, kde se vyskytuje často po obvodu příkrovových trosek penninických příkrovů jako například v oblasti Préalpes du Sud jižně od Ženevského jezera. Ze severu na jih tvoří zónu flyšové a vápencové helvétské příkrovy nasunuté na předpolí, které je flexurně přehnuto, vytvářejíc prohlubeň a vyplněnou molasou. Autochtonní klastické mezozoické sedimenty pocházející z kontinentálního okraje erodovaných mateřských hornin Evropské platformy, leží na starším hercynském krystaliniku a jsou označovány jako infrahelvetikum. Původně tvořily kontinentální šelf. Podloží infrahelvetika však není ve své původní pozici, tyto původně hercynské horniny byly odděleny od svého podloží a během orogeneze zavrásněny mezi mladší jednotky. Později vytvořily rozsáhlá vyklenutá antiklinoria (hrástě), díky své vyšší odolnosti, budující nejvyšší části dnešních Alp. Helvetický příkrov v oblasti Glarus byl prvním místem, kde geologové předpokládali příkrovovou stavbu.

#### Penninikum
Penninikum je nasunuto na helvetikum a výrazně metamorfováno. Na povrchu jsou příkrovy penninika přítomné zejména v západní části Alp. Na východě vystupují v rozsáhlých tektonických oknech zpod austroalpinika (např. tektonické okno Vysokých Taur nebo Engadine.) Původně se, dnes už pohlcený, sedimentační prostor (penninikum) těchto příkrovů nacházel mezi helvetikem a jižnějším austroalpinikem. Prostor označovaný jako Briançonnaiský mikrokontinent s kontinentální kůrou byl ze severu ohraničován Piemontsko-ligurským oceánem a z jihu Valaiským oceánem.. Oba oceány vznikly v juře a ze západu do nich vpadlo moře. Pro celou zónu jsou typické Bündnerské břidlice (též označované jako „shistes lustrés“). Troska mezozoických hornin penninika severně od helvetika je označována jako Předalpy.

#### Austroalpinikum
Austroalpinská zóna (austroalpinikum) se původně nacházela na okraji Apulské desky, kde tvořila šelf a kontinentální svah přiléhající k Valaiskému oceánu. V Západních Alpách bylo austroalpinikum erodováno a nachází se jen v tektonických oknech (např. tektonické okno Dent Blanche s horou Matterhorn), které leží nad penninikem. Naopak ve Východních Alpách pokrývá většinu území. Vytváří tři výrazné tektonické jednotky: unterostalpin, který leží na penniniku v lemu tektonických oken; mittelostalpin tvořený krystalinikem a oberostalpin, který je soustavou několika superficiálních příkrovů. Spodní příkrov je označován jako juvavikum, v jeho podloží se nachází slabě metamorfovaná karbonsko-permská Grauwackenzone. Horní příkrovy tvoří tirolikum a vrchní bajuvarikum.. Křídovou stavbu austroalpinika překrývají svrchněkřídovo-paleogenní sedimenty gossauské superskupiny.

### Intruze
Starší vyvřelé horniny v nižší části zemské kůry, která vznikla během hercynského vrásnění (devon-perm), tedy před vznikem samotných Alp, jsou podle radiometrického datování staré až 320 milionů let (karbon). V Alpách však lze najít i mladší intruze felzického magmatu.
Ty pocházejí z permu a triasu, během nichž podléhala kůra v této oblasti rozpínání. Intruze v Alpách nezabírají velká území, největší se nacházejí podél periadriatické linie, kde vznikly například adamelské granity. V oblasti penninických příkrovů se vyskytují migmatity.

### Metamorfismus
Horniny helvétských, austroalpinských příkrovů, jakož i dinarika, nebyly během terciéru zasaženy přeměnou vysokého stupně. Přeměněné horniny vysokého stupně nevznikly v těchto zónách v důsledku orogeneze, jejich původ lze vysvětlit například tak, že pocházejí z původně hlubších částí kůry a na povrch se dostaly až pozdějším výzdvihem, při kterém byly přeměněny do amfibolitové facie. V zóně austroalpinských příkrovů se vyskytuje i eklogit, jehož vznik je spojen s křídovými orogenními pohyby.
Terciérní eklogity se nacházejí i v penninických příkrovech. Ty obsahují i horniny facie modrých břidlic. To však signalizuje teplotně-tlakové podmínky, které se mohou vyskytovat jen hluboko uvnitř Země, na rozhraní spodní kůry a svrchního pláště. To znamená, že tyto horniny původně subdukovaly a dostaly se několik stovek kilometrů hluboko, ale později byly při obdukci vyzdviženy.
Kontaktní metamorfóza je v alpských terciérních horninových komplexů poměrně vzácná.

## Vznik a vývoj Alp
Alpy jsou vrásově-příkrovové pásmo, které vzniklo v důsledku kůrového zkrácení způsobeného konvergentním pohybem Euroasijské a Apulské litosférické desky.

### Rozpad Pangey

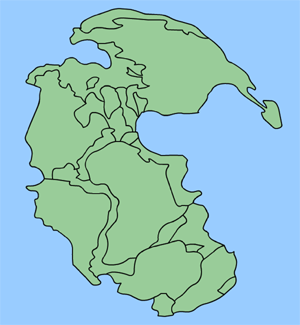
Supekontinent Pangea, který vznikl před 300 miliony let, na rozhraní permu a karbonu

Koncem karbonu, před asi 300 miliony let, zformovalo hercynské (též označované jako variské) vrásnění velký superkontinent Pangea, který v té době zahrnoval většinu tehdejší souše. Pangea vznikla srážkou dvou velkých bloků, jižní Gondwany a severní Laurasie. Do Pangey z východu zasahoval jako obrovský záliv oceán Paleotethys, který nesl menší kry kontinentální kůry, která později vytvořila část Alp a dalších pohoří alpsko-himálajské soustavy.
Vítr, voda a drsné povětrnostní podmínky způsobovaly chemické a mechanické zvětrávání a erozi hercynských pohoří, která vznikly na místě srážky obou kontinentů. V permu proto v oblasti dnešní Evropy vznikaly hlavně klastické sedimenty, zejména pískovce, přesněji jejich na křemen bohatá forma křemence a slepence. Ve stejné době se však zemská kůra těchto pohoří, která byla izostaticky nestabilní, začala horizontálně rozpínat a ztenčovat, což vedlo k takzvanému orogennímu kolapsu. V důsledku této extenze začaly v ztenčených částech kůry vznikat pánve a podél osy horstva se objevila felzická sopečná činnost. Byla to první fáze riftingu, který opět oddělil Laurasii a Gondwanu. Během kolísání hladiny světového oceánu v triasu byl východní okraj Pangey zaplaven mořem Paleotethys. V mělkých částech šelfu tohoto epikontinentálního moře se tak usadily verfénské břidlice a při dalším pozvolném poklesávání obzvlášť mocné vrstvy vápenců, které mají lokální názvy. Masivní tmavé guttensteinské vápence vznikající v mělčí, severní části šelfu, jsou často dolomitizovány.
Jižněji, v o něco hlubších částech pánví, vznikaly tenčí zvrstvené světlé wettersteinské vápence. V depresích na okraji šelfu, které poklesly nejvíc, vznikaly reiflingské vápence s rohovci. Zajímavostí jsou též lunzské vrstvy z svrchního triasu, které mají flyšový charakter a jejich vznik byl spojen s krátkodobou ale výraznou změnou podnebí, která způsobila erozi okolního krystalinika. Na lunzské vrstvy nasedá významná až 3000 m mocná formace tzv. hauptdolomitu (hlavní dolomit).

### Jura
Začátkem jury, před 180 miliony let, pokračoval rozpad Pangey vznikem riftu a následně oceánu, nejprve mezi Severní Amerikou a Západní Afrikou, později v křídě i v oblasti Eurasie, Jižní Afriky a Jižní Ameriky. Vznikal Atlantik. Jedna z jeho větví sahala i do oblasti evropské desky. Oceánská kůra, která při tomto procesu vznikla, byla označena jako Piemontsko-ligurský oceán. Všeobecně je tento oceán považován za součást Západní Tethydy, ta se však nacházela více na východ a Piemontsko-ligurský oceán s ní geologicky nebyl spojen. Oddělovala je poloostrovní kra africké kontinentální kůry označovaná jako Apulská deska (Adriatická, Jaderská). Označení Západní Tethys je pojmenováním několika menších oceánských pánví jihozápadně od Evropské platformy, které je odlišuje od Neotethydní oblasti na východě. Protože se v juře na Zemi nevyskytovaly žádné kontinentální ledovce, mořská hladina sahala vysoko a oba tyto oceány byly spojeny rozsáhlými mělkými oblastmi, v nichž se mohly usazovat karbonáty.
Koncem jury postihla extenze i euroasijskou desku, vznikl při tom Valaiský oceán, který oddělil od kontinentu malou Iberskou desku. Tu z druhé strany ohraničoval Piemontsko-ligurský oceán. Obě tyto oceánské provincie nikdy nedosáhly velikost porovnatelnou s dnešním Atlantikem, byly spíš porovnatelné s dnešním Rudým mořem. Ve stejné době (svrchní jura – malm) byl však narušen pasivní okraj Piemontsko-ligurského oceánu, jehož kůra začala subdukovat a Apulská deska se začala pohybovat směrem k Euroasijské desce. V důsledku subdukce vznikl ve východní části Alp oceánský příkop (tzv. trenč), v němž se usazovaly hlubokomořské sedimenty, hlavně radiolarity a Bündnerské břidlice. Místy byly zachovány nepohlcené ofiolity.

### Eoalpinské fáze

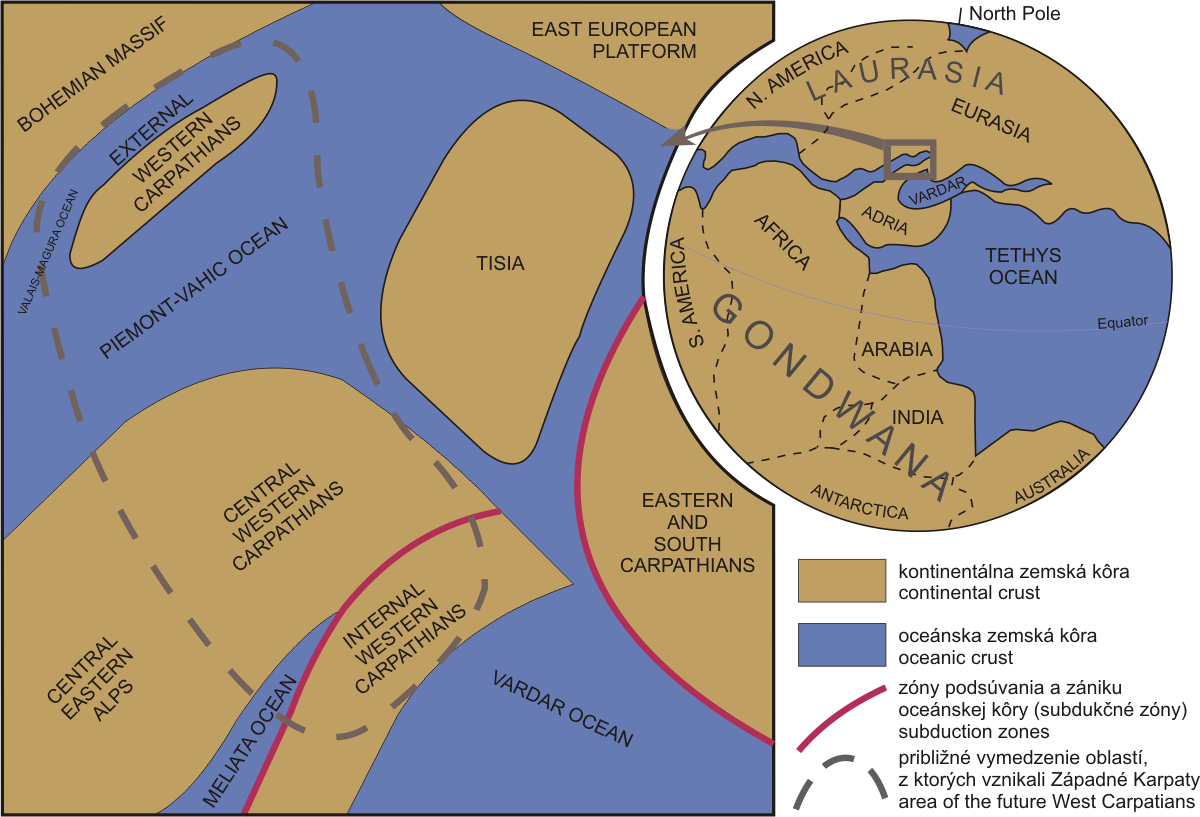
Paleogeografická situace v oblasti východoalpské domény ve svrchní juře

Vzdalování (divergentní pohyb) Euroasijské a Africké desky nemělo dlouhého trvání. Před asi 100 miliony let, ve středu křídy, vznikl Atlantský oceán a Afrika se začala pohybovat na severovýchod. V důsledku tohoto pohybu došlo ke stlačení a zkrácení sedimentačních pánví oceánu Tethys, jejichž sedimenty byly tlačeny před Africkou deskou. Oceánská kůra se mezi oběma kontinentálními deskami začala zužovat a subdukovat pod Apulskou desku. V důsledku působení obrovských sil se nejjižnější část Euroasijské desky ohnula a ponořila hlouběji do horkého zemského pláště, který ji natavil a pohltil. Africká deska zatím pokračovala ve svém pohybu na sever, v průběhu tohoto období se posunula o více než 1000 km.
Mladokimerská fáze se v Alpách projevila jen okrajově (významnější byly tehdy horotvorné pohyby na Krymu), důležitá však byla austrijská fáze, kterou lze považovat za začátek deformace Apulské desky, jejíž horniny později vytvořily podstatnou část austroalpinských příkrovů a dinarika. Stopy těchto horotvorných pohybů lze pozorovat i v některých oblastech Piemontsko-ligurského oceánu, jenž dnes tvoří příkrovy penninika. Ve svrchní křídě (mediteránní fáze) nastala první kontinentální kolize, když severní část Apulské desky narazila na Evropskou platformu.
Po skončení prvních fází Alpinské orogeneze vzniklo několik vrásovo-násunových struktur, velká část oblasti však zůstala v křídě stále pod hladinou moře. Na jižním okraji Evropské tabule vznikly v mělké šelfové zóně hojné vápencové uloženiny, které byly v Alpách zabudovány do helvétských příkrovů. Naopak v hlubokých částech anoxického dna Piemontsko-ligurského a Valaiského oceánu vznikaly nadále jílovité sedimenty penninského flyše. Usazovaly se též sedimenty gossauské skupiny.

### Paleogén
Po úplné subdukci Piemontsko-ligurské oceánské kůry pod Apulskou desku v paleocénu začala subdukovat i kontinentální provincie Briançonského mikrokontinentu a pravděpodobně i část Iberské desky. Jednalo se o laramskou a sávskou fázi alpinské orogeneze. Briançonnaiský mikrokontinent a Valaiský oceán (s ostrovním obloukem) subdukoval pod Apulskou desku v eocénu. Během tohoto období se dostal do hloubky asi 70 km, přičemž jeho horniny byly přeměněny do eklogitové facie a na některých místech byly i intrudovány migmatity. Tyto horniny se později staly součástí penninických příkrovů, ale velká část Briançonnaiského kontinentu byla pohlcena hlouběji a zanikla. Zároveň byla vrchní část Apulské desky, představující austroalpinské příkrovy, nasunuta na své předpolí, tvořené Evropskou tabulí. Tyto události byly vrcholem alpinského vrásnění. V kolizní oblasti došlo k úplnému odlepení a vytlačení hornin penninika, austroalpinika a helvetika na sever, vyvrásnilo se i alpské flyšové pásmo a molasová pánev. V místě uzavření sutury vznikla Periadriatická linie.
Subdukující Apulská kra se však rozpadla, jedna její část pokračovala v subdukci a později zanikla, ale druhá byla izostaticky vyzdvižena. Tento výzdvih vedl v miocénu k roztahování mocné kůry kolizního pásma, erozi a vytvoření tektonických oken Vysokých Taur a Engadine.

### Neogén a současnost
Apulská a Eurasijská deska se přibližují dodnes. Jádro Alp, které subdukovalo během paleocénu a eocénu, nadále pomalu stoupá. Podle měření v silničních a železničních tunelech se Alpy zdvihají průměrně o milimetr až centimetr ročně. To vede k rovnováze mezi výzdvihem (izostází) a zvětrávaním. Pohoří je stále seismicky aktivní. Energie, která se postupně hromadí v horninách, se uvolňuje zejména podél hlubokých zlomových linií. Pohyb příkrovů na sever stále pokračuje podél Penninického násunu. Pokračuje též subsidence okrajových pánví Pádské a Bavorské pánve.